# غاستون رودريغيز
غاستون رودريغيز (بالإسبانية: Gastón Rodríguez Maeso)‏ (23 مارس 1992 مونتفيدو الأوروغواي - ) هو لاعب كرة قدم أوروغواني يلعب كلاعب وسط.

## روابط خارجية
- غاستون رودريغيز على موقع قاعدة بيانات كرة القدم.إي يو (الإنجليزية)
- غاستون رودريغيز على موقع Soccerway.com (الإنجليزية)
- غاستون رودريغيز على موقع AS.com (الإسبانية)